# Список эпизодов мультсериала «Легенда о Корре»
«Легенда о Корре» (англ. The Legend of Korra) — американский анимационный сериал, продолжение мультсериала «Аватар: Легенда об Аанге», созданного Майклом Данте ДиМартино и Брайаном Кониецко в 2005 году. Действия сиквела разворачиваются на 70 лет позже событий оригинального сериала, повествование ведётся вокруг нового аватара Корры, освоившей магию всех стихий.

## Обзор сезонов
«Легенда о Корре» изначально была задумана как 12-серийный мини-сериал. Однако Nickelodeon расширил рамки проекта до целого сезона из 26 эпизодов, а в июле 2012 — до двух сезонов из 26 серий в каждом. Несмотря на это создатели сериала по-прежнему разрабатывают сюжетную линию как состоящую из четырёх отдельных «книг», в состав которых входят 12—14 эпизодов («глав») с самобытным сюжетом в каждой части. Всего намечено четыре «книги».
| Книга | Книга | Название   | Эпизоды | Оригинальная дата показа | Оригинальная дата показа |
| Книга | Книга | Название   | Эпизоды | Премьера сезона          | Финал сезона             |
| ----- | ----- | ---------- | ------- | ------------------------ | ------------------------ |
|       | 1     | Воздух     | 12      | 14 апреля 2012           | 23 июня 2012             |
|       | 2     | Мир Духов. | 14      | 20 сентября 2013         | 16 ноября 2013           |
|       | 3     | Перемена   | 13      | 27 июня 2014             | 22 августа 2014          |
|       | 4     | Равновесие | 13      | 3 октября 2014           | 19 декабря 2014          |

## Список эпизодов

### Книга 1: Воздух (2012)
| № | #  | Название                                                              | Режиссёр                      | Сценарист                             | Дата показа в США | Дата показа в России | Код серии | Зрители США (миллионы) |
| --- | -- | --------------------------------------------------------------------- | ----------------------------- | ------------------------------------- | ----------------- | -------------------- | --------- | ---------------------- |
| 1 | 1  | «Welcome to Republic City» «Добро пожаловать в Республиканский город» | Хуакин Дос Сантос Ки Хьян Руи | Майкл Данте ДиМартино Брайан Кониецко | 14 апреля 2012    | 26 августа 2012      | 101       | 4.49                   |
| Kорра покидает свой дом, и отправляется в Республиканский город, чтобы начать обучение магии воздуха. Но город совсем не такой, каким она его себе представляла... |    |                                                                       |                               |                                       |                   |                      |           |                        |
| 2 | 2  | «A Leaf in the Wind» «Лист на ветру»                                  | Хуакин Дос Сантос Ки Хьян Руи | Майкл Данте ДиМартино Брайан Кониецко | 14 апреля 2012    | 2 сентября 2012      | 102       | 4.49                   |
| Kорра останавливается в Храме Воздуха у своего нового учителя Tензина. Однако обучение даётся с трудом. Чтобы отвлечься, Корра посещает знаменитую Арену, где тут же знакомится с двумя братьями, Mако и Болином... |    |                                                                       |                               |                                       |                   |                      |           |                        |
| 3 | 3  | «The Revelation» «Откровение»                                         | Хуакин Дос Сантос Ки Хьян Руи | Майкл Данте ДиМартино Брайан Кониецко | 21 апреля 2012    | 9 сентября 2012      | 103       | 3.55                   |
| Команда «Огненных Хорьков» переживает не лучшие времена: если они не внесут денежный взнос за участие в Турнире, то будут из него исключены. Болин пытается немного заработать, устраивая уличные представления с участием своего хорька Пабу... |    |                                                                       |                               |                                       |                   |                      |           |                        |
| 4 | 4  | «The Voice in the Night» «Голос в ночи»                               | Хуакин Дос Сантос Ки Хьян Руи | Майкл Данте ДиМартино Брайан Кониецко | 28 апреля 2012    | 16 сентября 2012     | 104       | 4.08                   |
| Советник Тарлок выдвигает идею создания спецотряда, целью которого станет борьба с Амоном и Уравнителями. Несмотря на протесты Тензина, Совет даёт Тарлоку согласие... |    |                                                                       |                               |                                       |                   |                      |           |                        |
| 5 | 5  | «The Spirit of Competition» «Дух соревнования»                        | Хуакин Дос Сантос Ки Хьян Руи | Майкл Данте ДиМартино Брайан Кониецко | 5 мая 2012        | 23 сентября 2012     | 105       | 3.78                   |
| Корра уходит из спецотряда Тарлока и готовится к Турниру на Арене. Она начинает испытывать чувства к Мако и признается ему в этом. Но Мако любит Асами, хоть и не может разобраться в чувствах к Корре... |    |                                                                       |                               |                                       |                   |                      |           |                        |
| 6 | 6  | «And the Winner is…» «Победителем становится…»                        | Хуакин Дос Сантос Ки Хьян Руи | Майкл Данте ДиМартино Брайан Кониецко | 12 мая 2012       | 30 сентября 2012     | 106       | 3.88                   |
| Друзья готовятся к финальному матчу с командой «Летучие волки», но неожиданно слышат выступление Амона по радио, который рекомендует отменить мероприятие во избежание последствий... |    |                                                                       |                               |                                       |                   |                      |           |                        |
| 7 | 7  | «The Aftermath» «Последствия»                                         | Хуакин Дос Сантос Ки Хьян Руи | Майкл Данте ДиМартино Брайан Кониецко | 19 мая 2012       | 7 октября 2012       | 107       | 3.45                   |
| Мако и Болин вынужденно переезжают в особняк Асами. Корра расстроена этим, но тем не менее старается подружиться с Асами и приходит к ней в гости... |    |                                                                       |                               |                                       |                   |                      |           |                        |
| 8 | 8  | «When Extremes Meet» «Когда встречаются крайности»                    | Хуакин Дос Сантос Ки Хьян Руи | Майкл Данте ДиМартино Брайан Кониецко | 2 июня 2012       | 14 октября 2012      | 108       | 2.98                   |
| Корра ссорится с членом совета, Тарлоком, а Уравнители продолжают активную деятельность. Мако, Асами, Болин и Корра решают создать свою Команду Аватара и победить Уравнителей... |    |                                                                       |                               |                                       |                   |                      |           |                        |
| 9 | 9  | «Out of the Past» «Послание из прошлого»                              | Хуакин Дос Сантос Ки Хьян Руи | Майкл Данте ДиМартино Брайан Кониецко | 9 июня 2012       | 21 октября 2012      | 109       | 3.58                   |
| Тарлок обвиняет в похищении Корры Уравнителей. Лин Бейфонг забирает друзей Корры из тюрьмы. Вместе с Тензином они проникают в убежище Уравнителей и выясняют, что нападение на Ратушу — не их рук дело... |    |                                                                       |                               |                                       |                   |                      |           |                        |
| 10 | 10 | «Turning the Tides» «Перелом»                                         | Хуакин Дос Сантос Ки Хьян Руи | Майкл Данте ДиМартино Брайан Кониецко | 16 июня 2012      | 28 октября 2012      | 110       | 3.54                   |
| Уравнители начинают полномасштабную атаку на город. Тензина спасает от плена команда Аватара. Полиция пытается сопротивляться, но терпит поражение... |    |                                                                       |                               |                                       |                   |                      |           |                        |
| 11 | 11 | «Skeletons in the Closet» «Скелеты в шкафу»                           | Хуакин Дос Сантос Ки Хьян Руи | Майкл Данте ДиМартино Брайан Кониецко | 23 июня 2012      | 4 ноября 2012        | 111       | 3.68                   |
| Команда Аватар живёт в коллекторе с бродягами, ожидая прибытия генерала Айро. Мако и Корра испытывают всё большую близость друг к другу... Корра и Мако находят Таррлока который рассказывает им об Амоне. |    |                                                                       |                               |                                       |                   |                      |           |                        |
| 12 | 12 | «Endgame» «Конец игры»                                                | Хуакин Дос Сантос Ки Хьян Руи | Майкл Данте ДиМартино Брайан Кониецко | 23 июня 2012      | 5 ноября 2012        | 112       | 3.68                   |
| Болин, Асами и Айро находят секретный аэродром Уравнителей. Айро захватывает самолёт и преследует врага, Болин разрушает аэродром, Асами вступает в схватку на меха-танках с отцом. Асами побеждает отца и его сажают в тюрьму. Амон лишает Корру магии, но в этот момент она овладевает магией воздуха. Корра побеждает Амона и тот бежит к своему брату и просит у него прощения. Братья покинули остров на моторной лодке но Тарлок взорвал лодку и они вместе с Ноатаком погибли. К Корре приходит дух Аанга и возвращает ей магию и способность возвращать магию другим. Корра вернула магию Лин Бейфонг и вероятно другим магам. |    |                                                                       |                               |                                       |                   |                      |           |                        |

## Книга 2: Мир Духов (2013)
| № | #  | Название                                          | Режиссёр  | Сценарист             | Дата показа в США | Дата показа в России | Код серии | Зрители США (миллионы) |
| --- | -- | ------------------------------------------------- | --------- | --------------------- | ----------------- | -------------------- | --------- | ---------------------- |
| 13 | 1  | «Rebel Spirit» «Мятежный дух»                     | Колин Хек | Тим Хедрикс           | 21 сентября 2013  | 23 февраля 2014      | 113       | 2.60                   |
| Прошло полгода после событий «первой книги». Корра осваивает магию воздуха под руководством Тензина, Мако нашёл себя в силах охраны правопорядка, Болин продолжает заниматься пробендингом, а Асами пытается спасти компанию отца. Команда Корры вместе с Тензином и его семьёй отправляется в Южное Племя Воды на Ледяной фестиваль духов. Там они встречают Уналака, дядю Корры и вождя Северного Племени Воды, который желает, чтобы Аватар учился у него. |    |                                                   |           |                       |                   |                      |           |                        |
| 14 | 2  | «The Southern Lights» «Южное сияние»              | Ян Грехам | Джошуа Гамильтон      | 21 сентября 2013  | 1 марта 2014         | 114       | 2.60                   |
| Корра начинает своё обучение у Уналака, и они отправляются в путешествие к Южному полюсу, чтобы открыть Южный портал духов. Тем временем Тензин и его семья прибывают в Южный Храм Воздуха. |    |                                                   |           |                       |                   |                      |           |                        |
| 15 | 3  | «Civil Wars, Part 1» «Гражданские войны. Часть 1» | Колин Хек | Майкл Данте ДиМартино | 21 сентября 2013  | 2 марта 2014         | 115       | 2.19                   |
| Корра стремится сохранить нейтралитет, тогда как Север и Юг балансируют на грани гражданской войны. Тем временем в Южном Храме Воздуха Тензин вместе с братом и сестрой ищут пропавшую Икки.. |    |                                                   |           |                       |                   |                      |           |                        |
| 16 | 4  | «Civil Wars, Part 2» «Гражданские войны. Часть 2» | Ян Грехам | Майкл Данте ДиМартино | 28 сентября 2013  | 8 марта 2014         | 116       | 2.38                   |
| Корра пытается добиться освобождения своих родителей, которых неправомерно арестовали, и узнаёт невероятные вещи об Уналаке. Тем временем Тензин и Икки тоже решают проблемы со своими родственниками. |    |                                                   |           |                       |                   |                      |           |                        |
| 17 | 5  | «Peacekeepers» «Миротворцы»                       | Колин Хек | Тим Хедрикс           | 5 октября 2013    | 9 марта 2014         | 117       | 1.10                   |
| Корра возвращается в Республиканский город, где ищет помощи у президента и генерала Айро. Тем временем Варик собирается снять фильм с Болином в главной роли, в Южном Храме Воздуха Тензин показывает Мило, как правильно быть учителем. |    |                                                   |           |                       |                   |                      |           |                        |
| 18 | 6  | «The Sting» «Приманка»                            | Ян Грехам | Джошуа Гамильтон      | 12 октября 2013   | 15 марта 2014        | 118       | 1.95                   |
| Мако и Асами начинают расследование случаев нападений на корабли с грузами для повстанцев Южного Племени Воды, для чего обращаются за помощью к триаде Тройная угроза. Тем временем Варик с большим успехом демонстрирует свой фильм, и Болин становится настоящей звездой экрана. Корра попадает к мудрецам огня. |    |                                                   |           |                       |                   |                      |           |                        |
| 19 | 7  | «Beginnings: Part 1» «Начало начал. Часть 1»      | Колин Хек | Майкл Данте ДиМартино | 19 октября 2013   | 16 марта 2014        | 119       | 1.73                   |
| Чтобы восстановить память и избавиться от влияния тёмного духа, Корра должна найти Раву. Для этого она встречается с первым Аватаром и узнаёт историю его появления. |    |                                                   |           |                       |                   |                      |           |                        |
| 20 | 8  | «Beginnings: Part 2» «Начало начал. Часть 2»      | Ян Грехам | Тим Хедрикс           | 26 октября 2013   | 23 марта 2014        | 120       | 1.73                   |
| Корра узнаёт о возникновении первого Аватара. Она понимает, что ей надо сделать, чтобы восстановить равновесие в физическом и духовном мирах. |    |                                                   |           |                       |                   |                      |           |                        |
| 21 | 9  | «The Guide» «Проводник»                           | Колин Хек | Джошуа Гамильтон      | 2 ноября 2013     | 24 марта 2014        | 121       | 2.47                   |
| Корра просит Тензина помочь ей войти в мир Духов и закрыть Южный портал духов. Тем временем Уналак пробует самостоятельно открыть Северный портал, а Мако терпит неудачу в своём расследовании. |    |                                                   |           |                       |                   |                      |           |                        |
| 22 | 10 | «A New Spiritual Age» «Новая эра духов»           | Ян Грехам | Тим Хедрикс           | 2 ноября 2013     | 29 марта 2014        | 122       | 2.22                   |
| Корра и Джинора входят в мир Духов, чтобы добраться до Южного портала, и попадают в неприятности. |    |                                                   |           |                       |                   |                      |           |                        |
| 23 | 11 | «Night of a Thousand Stars» «Ночь тысячи звёзд»   | Колин Хек | Джошуа Гамильтон      | 16 ноября 2013    | 30 марта 2014        | 123       | 1.87                   |
| Во время премьеры фильма происходит нападение на президента Райко. Корра прилетает в Республиканский город в надежде переубедить президента, а повстанцы во главе с Тонраком устали ждать помощи и перешли в наступление. |    |                                                   |           |                       |                   |                      |           |                        |
| 24 | 12 | «Harmonic Convergence» «Гармоничное сближение»    | Ян Грехам | Тим Хедрикс           | 16 ноября 2013    | 5 апреля 2014        | 124       | 1.87                   |
| Корра и её друзья пытаются закрыть портал до наступления Гармонического сближения. |    |                                                   |           |                       |                   |                      |           |                        |
| 25 | 13 | «Darkness Falls» «Тьма опускается»                | Колин Хек | Джошуа Гамильтон      | 21 ноября 2013    | 6 апреля 2014        | 125       | 2.09                   |
| Коварный план Уналака раскрывается перед Коррой в новом свете; Тензину придётся столкнуться со своими демонами лицом к лицу. |    |                                                   |           |                       |                   |                      |           |                        |
| 26 | 14 | «Light in the Dark» «Свет во тьме»                | Ян Грехам | Майкл Данте ДиМартино | 21 ноября 2013    | 12 апреля 2014       | 126       | 2.09                   |
| Джинора возвращается из мира духов. Варик бежит из тюрьмы. Корра находит способ уничтожить Тёмного Духа и тем самым спасти мир и решает оставить порталы открытыми. |    |                                                   |           |                       |                   |                      |           |                        |

### Книга 3: Перемена (2014)
| № | #  | Название                                         | Режиссёр       | Сценарист                     | Дата показа в США | Дата показа в России | Код серии | Зрители США (миллионы) |
| --- | -- | ------------------------------------------------ | -------------- | ----------------------------- | ----------------- | -------------------- | --------- | ---------------------- |
| 27 | 1  | «A Breath of Fresh Air» «Глоток свежего воздуха» | Мельхиор Цвейр | Тим Хедрикс                   | 27 июня 2014      | 1 сентября 2014      | 201       | 1.50                   |
| После Гармонического сближения Аватар Корра обнаруживает, что её решение оставить порталы духов открытыми имеет весьма неожиданные последствия: Республиканский город весь в зарослях, а во всех нациях начали появляться маги воздуха. Захир некогда пытавшийся похитить Корру сбегает из тюрьмы.                                                                               |    |                                                  |                |                               |                   |                      |           |                        |
| 28 | 2  | «Rebirth» «Возрождение»                          | Колин Хек      | Джошуа Гамильтон              | 27 июня 2014      | 2 сентября 2014      | 202       | 1.50                   |
| Команда Корры вместе с Тензином, Буми и Джинорой отправляется в царство Земли на поиски новых магов воздуха, но миссия оказывается не такой простой, как они ожидают. Тем временем Захир приступает к освобождению своих сообщников. А Лорд Зуко отправляется в Северное племя воды чтобы остановить их.                                                                         |    |                                                  |                |                               |                   |                      |           |                        |
| 29 | 3  | «The Earth Queen» «Царица Земли»                 | Ян Грехам      | Тим Хедрикс                   | 27 июня 2014      | 3 сентября 2014      | 203       | 1.29                   |
| Команда Аватара прибывает в Ба Синг Се, чтобы найти магов воздуха, но сначала им надо добиться расположения своенравной Царицы Земли. А в это время Зуко прибывает в Северное Племя Воды, чтобы предотвратить побег четвёртого из опаснейших преступников. А люди Царицы Земли похищают Кая.                                                                                     |    |                                                  |                |                               |                   |                      |           |                        |
| 30 | 4  | «In Harm’s Way» «В опасном положении»            | Мельхиор Цвейр | Джошуа Гамильтон              | 11 июля 2014      | 4 сентября 2014      | 204       | 1.19                   |
| Мако и Болин рассказывают Корре, что Царица Земли принуждает магов воздуха вступать в её новую армию. Корра решает непременно спасти них, но кто спасёт её саму от банды Захира, которой остался всего один шаг до воссоединения. |    |                                                  |                |                               |                   |                      |           |                        |
| 31 | 5  | «The Metal Clan» «Клан Металла»                  | Колин Хек      | Майкл Данте ДиМартино         | 11 июля 2014      | 5 сентября 2014      | 205       | 1.18                   |
| Вместо Республиканского города и вопреки мнению Лин Бейфонг, Корра решает отправиться в город Заофу, родину Клана Металла, где появился ещё один маг воздуха, им оказывается племянница Лин, Опал. Там же оказывается и Варик, сбежавший из тюрьмы во время Гармонического сближения. Тем временем в Островной Храм Воздуха проникает Захир и пытается узнать где сейчас Аватар. |    |                                                  |                |                               |                   |                      |           |                        |
| 32 | 6  | «Old Wounds» «Старые раны»                       | Ян Грехам      | Кэти Мэтилла                  | 18 июля 2014      | 8 сентября 2014      | 206       | 1.28                   |
| Лин Бейфонг вспоминает своё прошлое и истоки конфликта с сестрой. Су учит Корру магии металла, а команда Захира бежит из Республиканского города, чтобы найти Аватара. |    |                                                  |                |                               |                   |                      |           |                        |
| 33 | 7  | «Original Airbenders» «Первые маги воздуха»      | Мельхиор Цвейр | Тим Хедрикс                   | 18 июля 2014      | 9 сентября 2014      | 207       | 1.33                   |
| Тензин начинает обучение новых магов воздуха, но сталкивается с их нежеланием учиться. Следуя советам Буми, он делает только хуже. Однако всем магам воздуха приходится объединиться, когда Джиноре и Каю грозит опасность. |    |                                                  |                |                               |                   |                      |           |                        |
| 34 | 8  | «The Terror Within» «Затаившийся враг»           | Колин Хек      | Джошуа Гамильтон              | 25 июля 2014      | 10 сентября 2014     | 208       | 1.08                   |
| Захир и его банда проникают в Заофу, чтобы попытаться похитить Корру. По-видимому, в городе завёлся предатель. |    |                                                  |                |                               |                   |                      |           |                        |
| 35 | 9  | «The Stakeout» «Засада»                          | Ян Грехам      | Майкл Данте ДиМартино         | 1 августа 2014    | 11 сентября 2014     | 209       | н/д                    |
| Преследование Айвея приводит Корру и её друзей в Туманный оазис. Они надеются, что слежка за бывшим советником поможет раскрыть тайные планы Захира и его сообщников. Тем временем за Аватаром охотятся не только банда Захира, но и слуги Царицы Земли. |    |                                                  |                |                               |                   |                      |           |                        |
| 36 | 10 | «Long Live the Queen» «Да здравствует царица»    | Мельхиор Цвейр | Тим Хедрикс                   | 8 августа 2014    | 12 сентября 2014     | 210       | н/д                    |
| Корру и Асами помещают в дирижабль и везут в Ба Синг Се, но Асами уверена, что им удастся бежать. Тем временем Захир и его сообщники доставляют Мако и Болина Царице Земли и предлагают ей сделку. |    |                                                  |                |                               |                   |                      |           |                        |
| 37 | 11 | «The Ultimatum» «Ультиматум»                     | Колин Хек      | Джошуа Гамильтон              | 15 августа 2014   | 15 сентября 2014     | 211       | н/д                    |
| Мако и Болин ищут способ выбраться из охваченного беспорядками Ба Синг Се, чтобы передать Корре сообщение от Захира, а также спасти своих родственников. Тем временем банда Захира направляется к Северному Храму Воздуха.. |    |                                                  |                |                               |                   |                      |           |                        |
| 38 | 12 | «Enter the void» «Войди в пустоту»               | Ян Грехам      | Майкл Данте ДиМартино         | 22 августа 2014   | 16 сентября 2014     | 212       | н/д                    |
| Летя в направлении Северного Храма Воздуха, команда Корры строила планы освобождения его обитателей. Но Корра решила сдаться Захиру.... |    |                                                  |                |                               |                   |                      |           |                        |
| 39 | 13 | «Venom of the Red Lotus» «Яд Красного лотоса»    | Мельхиор Цвейр | Джошуа Гамильтон, Тим Хедрикс | 22 августа 2014   | 17 сентября 2014     | 213       | н/д                    |
| Захир собирается убить Корру в состоянии Аватара и тем самым завершить цикл Аватара. Друзьям Корры нужно спешить, чтобы спасти девушку и пленных магов воздуха. |    |                                                  |                |                               |                   |                      |           |                        |

### Книга 4: Равновесие (2014)
| № | #  | Название                                  | Режиссёр              | Сценарист                                   | Дата показа в США | Дата показа в России | Код серии |
| --- | -- | ----------------------------------------- | --------------------- | ------------------------------------------- | ----------------- | -------------------- | --------- |
| 40 | 1  | «After All These Years» «Три года спустя» | Колин Хек             | Джошуа Гамильтон                            | 3 октября 2014    | 12 января 2015       | 214       |
| С момента победы Корры над Захиром прошло три года, и многое изменилось с тех пор. Пока Болин и Варик помогают Кувире объединять провинции царства Земли, Мако приставили охранять принца Ву, будущего Царя Земли, Асами с головой ушла в дела компании Индустрии Будущего, и все гадают, когда вернётся Корра. |    |                                           |                       |                                             |                   |                      |           |
| 41 | 2  | «Korra Alone» «Корра одна»                | Ян Грехам             | Майкл Данте ДиМартино                       | 10 октября 2014   | 13 января 2015       | 215       |
| Корра путешествует по миру в поисках себя и утраченного духа Аватара. Её сопровождают воспоминания о лечении в Южном Племени Воды и навязчивые видения битвы с Захиром. Корра встречает духа и забредает в гигантское болото, где встречает Тоф Бейфонг. |    |                                           |                       |                                             |                   |                      |           |
| 42 | 3  | «The Coronation» «Коронация»              | Мельхиор Цвейр        | Тим Хедрикс                                 | 18 октября 2014   | 14 января 2015       | 216       |
| Принц Ву собирается взойти на трон царства Земли, но церемония коронации проходит не по его сценарию, так как Кувира не готова расстаться со своим высоким статусом.Тем временем Корра практикует магию с Тоф, и та упрекает Корру в том, что она самый бездарный аватар из всех ей известных. Тоф указывает на источник слабости Корры — остатки металла в её теле, и делает попытку извлечь его, однако Корра оказывается слишком возбуждённой, в результате Тоф прерывает процесс. |    |                                           |                       |                                             |                   |                      |           |
| 43 | 4  | «The Calling» «Зов»                       | Колин Хек             | Кэти Мэтилла                                | 24 октября 2014   | 15 января 2015       | 217       |
| Джинора, Икки и Мило отправляются на поиски Корры, а она в это время находится на Туманном болоте, пытаясь избавиться от своих страхов и остатков яда. |    |                                           |                       |                                             |                   |                      |           |
| 44 | 5  | «Enemy at the Gates» «Враг у ворот»       | Ян Грехам             | Джошуа Гамильтон                            | 31 октября 2014   | 16 января 2015       | 218       |
| Армия Кувиры подходит к Заофу, и Великая Объединительница готова дать шанс Су завершить это противостояние миром. Корра также хочет решить конфликт без боевых действий, но Су хочет покончить с Кувирой раз и навсегда. Тем временем, Варик и Болин понимают, что уже не настолько верят своему лидеру, чтобы идти с ней до конца, а в Республиканском городе Асами приходит в тюрьму к своему отцу.                                                                                 |    |                                           |                       |                                             |                   |                      |           |
| 45 | 6  | «The Battle of Zaofu» «Битва за Заофу»    | Мел Цвайер            | Тим Хедрикс                                 | 7 ноября 2014     | 19 января 2015       | 219       |
| Су решает сама разобраться с Кувирой, но терпит неудачу, и теперь Корра должна сделать свой ход. Тем временем Варик придумал опасный способ сбежать. |    |                                           |                       |                                             |                   |                      |           |
| 46 | 7  | «Reunion» «Воссоединение»                 | Колин Хек             | Майкл Данте ДиМартино                       | 14 ноября 2014    | 20 января 2015       | 220       |
| Корра возвращается в Республиканский город, где её с нетерпением ждут Асами, Мако, Тензин, Буми а также... незадачливый принц Ву, который вновь попадает в неприятности. Тем временем Болин и Варик встречают в лесу беглых пленников из лагеря Кувиры. |    |                                           |                       |                                             |                   |                      |           |
| 47 | 8  | «Remembrances» «Воспоминания»             | Майкл Данте ДиМартино | Джошуа Гамильтон, Кэти Мэтилла, Тим Хедрикс | 21 ноября 2014    | 21 января 2015       | 221       |
| Серия состоит из кадров предыдущих серий, объединённых воспоминаниями Мако о его отношениях с Коррой и Асами, воспоминаниями Корры о её прошлых приключениях и выдумками Варика об истории Болина. |    |                                           |                       |                                             |                   |                      |           |
| 48 | 9  | «Beyond the Wilds» «За дикими лианами»    | Ян Грехам             | Джошуа Гамильтон                            | 28 ноября 2014    | 6 марта 2015         | 222       |
| Разрушение Кувирой Туманного болота провоцирует неожиданные события на другом конце мира: в Республиканском городе лианы начинают нападать на людей. Болин и Варик возвращаются в Республиканский город и рассказывают о планах Кувиры. Корра делает отчаянный шаг, она отправляется в тюрьму к Захиру, чтобы избавиться от страха перед ним. Опал и Лин в тайне от всех решают отправиться в Заофу чтобы спасти свою семью. Болин летит с ними чтобы вернуть доверие Опал.           |    |                                           |                       |                                             |                   |                      |           |
| 49 | 10 | «Operation Beifong» «Операция „Бейфонг“»  | Мельхиор Цвейр        | Тим Хедрикс                                 | 5 декабря 2014    | 13 марта 2015        | 223       |
| Болин, Опал, Лин и Тоф пытаются вытащить семью Бейфонг из плена. Во время демонстрации супероружии Чжу Ли предает Кувиру, но в последний момент спасают её и сообщает, что Кувира планирует напасть на Республиканский Город через две недели. Тем временем Корра отправляется в мир духов чтобы просить помощи у духов в борьбе с Кувирой, но ей отказывают. |    |                                           |                       |                                             |                   |                      |           |
| 50 | 11 | «Kuvira's Gambit» «Гамбит Кувиры»         | Колин Хек             | Джошуа Гамильтон                            | 12 декабря 2014   | 20 марта 2015        | 224       |
| Команда Корры пытается остановить Кувиру, направляющуюся к Республиканскому Городу. Для того чтобы уничтожить мехакостюм Кувиры, команда Корры похищают Баатара младшего, чтобы он рассказал как уничтожить гигантского робота. Но в последний момент Кувира вычисляет их местонахождения, и тем самым использует своё супероружие против команды Корры. |    |                                           |                       |                                             |                   |                      |           |
| 51 | 12 | «Day of the Colossus» «День колосса»      | Ян Грехам             | Тим Хедрик                                  | 19 декабря 2014   | 27 марта 2015        | 225       |
| Команда Корры бросает все силы, чтобы остановить огромного робота Кувиры. |    |                                           |                       |                                             |                   |                      |           |
| 52 | 13 | «The Last Stand» «Последний оплот»        | Мельхиор Цвейр        | Майкл Данте ДиМартино                       | 19 декабря 2014   | 27 марта 2015        | 226       |
| Проникнув внутрь огромного робота, команда Корры разделяется, чтобы разрушить его оружие и источник энергии. После уничтожения робота Кувира не сдаётся и использует оставшееся целым оружие, чтобы атаковать Корру. Переизбыток духовной энергии, направленной на Аватара, создаёт новый портал. |    |                                           |                       |                                             |                   |                      |           |